# Celso Borges
Celso Borges Mora (* 27. Mai 1988 in San José) ist ein costa-ricanischer Fußballspieler. Der Mittelfeldspieler, der fünf Titel in der costa-ricanischen Primera División gewann, verbrachte den Großteil seiner Profilaufbahn in Europa. Nach seinem Debüt in der costa-ricanischen Nationalmannschaft 2008 nahm er mit der Auswahl mehrfach am CONCACAF Gold Cup sowie den Weltmeisterschaften 2014 und 2018 teil.

## Werdegang

### Karrierestart in Costa Rica
Als Sohn des mehrfachen costa-ricanischen Nationalspielers und -trainers Alexandre Guimarães, der u. a. als Spieler an der Weltmeisterschaft 1990 und als Auswahltrainer an den Weltmeisterschaftsturnieren 2002 und 2006 teilnahm, kam Borges frühzeitig mit dem Fußball in Verbindung und debütierte im Januar 2006 für den in seiner Geburtsstadt beheimateten CD Saprissa. Bereits im Vorjahr hatte er für die Juniorennationalmannschaft an der U-17-Weltmeisterschaft 2005 teilgenommen, bei der die Auswahl im Viertelfinale am späteren Titelträger Mexiko nach Verlängerung scheiterte. Dabei findet er im technischen Bericht der FIFA namentlich Erwähnung, in dem seine außergewöhnlichen Fähigkeiten und Fitness sowie seine schnellen Vorstöße hervorgehoben werden.
Hatte Borges beim Meisterschaftsgewinn 2006 noch vornehmlich als Ergänzungsspieler mitgewirkt, war er anschließend Stammspieler bei den Titelgewinnen 2007, in der neu eingeführten Apertura 2007, der Clausura 2008 sowie der Apertura 2008. Zwischenzeitlich hatte er mit der U-20-Auswahl Costa Ricas an der U-20-Weltmeisterschaft 2007 in Kanada teilgenommen. Wenngleich er mit seiner Mannschaft nach nur einem Sieg bereits am Ende der Gruppenphase ausgeschieden war, wurde er neben seinem Mannschaftskameraden Pablo Herrera Barrantes erneut im technischen Bericht des Weltfußballverbandes als vielseitiger Offensivspieler hervorgehoben. 2008 nahm Borges mit seinem Klub am CONCACAF Champions’ Cup 2008 teil, dort erreichte der Verein die Finalspiele gegen den mexikanischen Meister CF Pachuca. Nach einem 1:1-Unentschieden im heimischen Estadio Ricardo Saprissa verpasste er durch eine 1:2-Niederlage im Rückspiel an der Seite von Jervis Drummond, Víctor Cordero, Gabriel Badilla und Rónald Gómez den internationalen Titelgewinn. Im selben Jahr debütierte er in der costa-ricanischen A-Nationalmannschaft.

### Jahre in Nordeuropa
Anfang 2009 schloss sich Borges dem norwegischen Klub Fredrikstad FK an, bei dem er einen Vertrag mit dreieinhalb Jahren Laufzeit unterzeichnete. Dort war er nach seinem Debüt am fünften Spieltag gegen Viking Stavanger Stammspieler und avancierte mit sieben Saisontoren zum besten vereinsinternen Torschützen vor den jeweils fünffach erfolgreichen Éverton und Mattias Andersson. Dennoch stieg der Klub am Ende der Spielzeit 2009 aus der Tippeligaen ab. Auch in der Nationalmannschaft verlief der Herbst unglücklich, in den Play-off-Spielen verpasste er mit der Auswahl – im Sommer war er mit ihr noch Halbfinalist beim CONCACAF Gold Cup 2009 – gegen Uruguay nach einem 1:1-Unentschieden und einer 0:1-Niederlage die Teilnahme an der Weltmeisterschaft 2010.
Borges blieb dem Klub in der Adeccoligaen treu, den er mit 14 Saisontoren zurück in die Erstklassigkeit führte. Auch dort war er wieder regelmäßig als Torschütze erfolgreich, mit acht Saisontoren und vier Torvorlagen führte er den Klub zum Klassenerhalt. Auch in der Nationalmannschaft war er erfolgreicher als in den Vorjahren. Beim Central American Cup 2011 erreichte er mit der Mannschaft das Endspiel gegen Honduras. Das Spiel endete jedoch mit einer 1:2-Niederlage.
Borges verließ Fredrikstad FK nach drei Spielzeiten und wechselte im Januar 2012 innerhalb Skandinaviens zum schwedischen Traditionsverein AIK, bei dem er einen bis zum Sommer 2015 gültigen Kontrakt unterzeichnete. Unter Trainer Andreas Alm variabel als Stürmer oder offensiver Mittelfeldspieler eingesetzt, war er einer der Garanten, dass der Klub sich im vorderen Tabellendrittel hielt und zeitweise um den schwedischen Meistertitel mitspielte. Mit der Nationalmannschaft gewann er schließlich bei der Central American Cup 2013 seinen ersten Titel, in der Neuauflage des Endspiels gegen Honduras avancierte Geancarlo González mit seinem Tor zum 1:0-Endstand zum Matchwinner. Auch in der Qualifikation zur Weltmeisterschaftsendrunde war die Mannschaft erfolgreich, mit drei Toren in der Qualifikation trug Borges entscheidend zur Qualifikation als Tabellenzweiter der CONCACAF-Gruppe hinter der US-amerikanischen Nationalmannschaft bei.
Bei der Weltmeisterschaftsendrunde war Borges Stammspieler seiner Auswahlmannschaft, die die Gruppenphase als Tabellenerster vor den ehemaligen Weltmeistern Uruguay, Italien und England beendete. In der K.-o.-Runde erreichte die Mannschaft das Viertelfinale, der bis dato größte Erfolg der Costa-Ricaner bei einem Endrundenturnier. Dabei musste sie gegen Griechenland und die Niederlande jeweils im Elfmeterschießen antreten, wobei sich die Niederlande nach von Tim Krul gegen Bryan Ruiz respektive Michael Umaña gehaltene Elfmeter durchsetzte. In beiden Ausscheidungen hatte Borges die Verantwortung des ersten Elfmeters übernommen und jeweils verwandelt, bei seinen fünf Endrundenpartien war er jedoch ohne Torerfolg während der Spielzeiten geblieben.
Da im nicht für die Weltmeisterschaft qualifizierten Schweden die Saison bereits Anfang Juli nach der Sommerpause wieder fortgesetzt wurde, stand er bereits am Wochenende des WM-Finals wieder in der Meisterschaft in der Startelf auf dem Platz und bereitete beim 3:0-Erfolg über den bis dato Tabellenzweiten Kalmar FF den Führungstreffer von Nabil Bahoui vor. Am Ende der Spielzeit 2014 belegte er hinter Titelverteidiger Malmö FF und IFK Göteborg den dritten Platz in der schwedischen Meisterschaft.

### Wechsel nach Spanien
Im Januar 2015 wechselte Borges zunächst auf Leihbasis zu Deportivo La Coruña, die beiden Vereine vereinbarten eine Kaufoption für den Sommer 2015. Bei seinem neuen Klub war er auf Anhieb Stammspieler, so dass der nordwestspanische Klub ihn dauerhaft unter Vertrag nahm. Dort spielte er regelmäßig gegen den Abstieg, der am Ende der Spielzeit 2017/18 nicht mehr vermieden wurde. Parallel stand er weiterhin im Kreis der Nationalmannschaft, für die er über 100 Länderspiele bestritt und an der Weltmeisterschaftsendrunde 2018 teilnahm. Dort kam er in allen drei Partien der Gruppenphase zum Einsatz, die Mittelamerikaner beendeten das Turnier als Gruppenletzter vorzeitig.

### Transfer in die Türkei und Rückkehr zu Deportivo
Am 16. August 2018 wechselte Borges in die Türkei und unterschrieb bei Göztepe Izmir einen Dreijahresvertrag. Beim Tabellensechsten der Vorsaison hatte der Mittelfeldmann auf Anhieb einen Stammplatz, verlor diesen jedoch gegen Saisonende und schaffte mit seinem Team nur knapp den Klassenerhalt. Im Folgejahr kam er nur noch unregelmäßig zum Einsatz und die Mannschaft beendete die Saison auf einem Platz im Mittelfeld der Tabelle. Borges brach seine Zelte in der Türkei vorzeitig ab und kehrte zu Deportivo zurück, mittlerweile in die Drittklassigkeit abgestiegen.

### Rückkehr nach Costa Rica
Im September 2021 schloss er sich in Costa Rica LD Alajuelense an. Sein Vertrag läuft bis 31. Dezember 2024.